# Karl-Heinz Fuchs (Admiral)
Karl-Heinz Rudolf Fuchs (* 18. Januar 1915 in Haiger; † 10. April 1990 in Bad Berleburg) war ein deutscher Flottillenadmiral der Bundesmarine.

## Leben
Karl-Heinz Fuchs trat 1935 in die Kriegsmarine ein und wurde am 1. April 1936 zum Fähnrich zur See befördert. Von Januar 1939 bis August 1940 war er als E-Messoffizier auf der Scharnhorst, kam dann für zwei Monate zur neu eingerichteten Kriegsmarinedienststelle Dünkirchen. Anschließend begann er eine U-Bootsausbildung, die bis Mai 1941 dauerte. Es folgten Lehrgänge und bis August 1941 die Baubelehrung für U 154. Auf U 154 wurde er dann Erster Wachoffizier. Ab Juni 1942 war er zur Baubelehrung für U 528, das er am 16. September 1942 als Kommandant übernahm. Am 19. Dezember 1942 übergab er als Kapitänleutnant (Beförderung am 1. August 1942) U 528 an Georg von Rabenau. Ab Januar 1943 war er bis Kriegsende Ausbildungsreferent beim Höheren Kommandeur der U-Boote.
Nach dem Krieg trat er in die Bundesmarine ein und war hier unter anderem von 1958 bis 1961 am Bundesministerium der Verteidigung in Bonn. Von Januar 1966 bis 1968 war er als Kapitän zur See Chef eines Stabes. Ab April 1968 war er bis März 1971 Leiter der Unterabteilung V (Schiffe, Marineflugzeuge und Waffen, ab März 1969 Schiffe und Waffensysteme der Marine, ab November 1970 Stabsabteilung VII). Am 18. Februar 1970 erfolgte seine Ernennung zum Flottillenadmiral. Anfang 1973 trat er aus der Position des Stabsabteilungsleiters im Fü M in den Ruhestand.
Am 19. Oktober 1973 wurde er mit dem Verdienstkreuz 1. Klasse ausgezeichnet.